# Hans (Marne)
Hans ist eine französische Gemeinde mit 122 Einwohnern (Stand 1. Januar 2022) im Département Marne in der Region Grand Est. Sie gehört zum Kanton Argonne Suippe et Vesle.
Hans liegt an der Bionne, einem Nebenfluss der Aisne.

## Geschichte
Während der Kanonade von Valmy (1792) hatte der preußische Feldmarschall Karl Wilhelm Ferdinand von Braunschweig im Schloss von Hans sein Quartier bezogen.
| Bevölkerungsentwicklung | Bevölkerungsentwicklung | Bevölkerungsentwicklung | Bevölkerungsentwicklung | Bevölkerungsentwicklung | Bevölkerungsentwicklung | Bevölkerungsentwicklung | Bevölkerungsentwicklung | Bevölkerungsentwicklung |
| ----------------------- | ----------------------- | ----------------------- | ----------------------- | ----------------------- | ----------------------- | ----------------------- | ----------------------- | ----------------------- |
| Jahr                    | 1962                    | 1968                    | 1975                    | 1982                    | 1990                    | 1999                    | 2009                    | 2018                    |
| Einwohner               | 189                     | 196                     | 171                     | 148                     | 143                     | 133                     | 151                     | 146                     |

## Persönlichkeiten
- Heinrich von Dampierre (1580–1620), kaiserlicher Feldmarschall und Kriegsrat zu Beginn des Dreißigjährigen Krieges

## Sehenswürdigkeiten
- Kirche Notre-Dame-du-Soldat in Teilen aus dem 12. bis 15. Jahrhundert, Monument historique
- Gefallenendenkmal

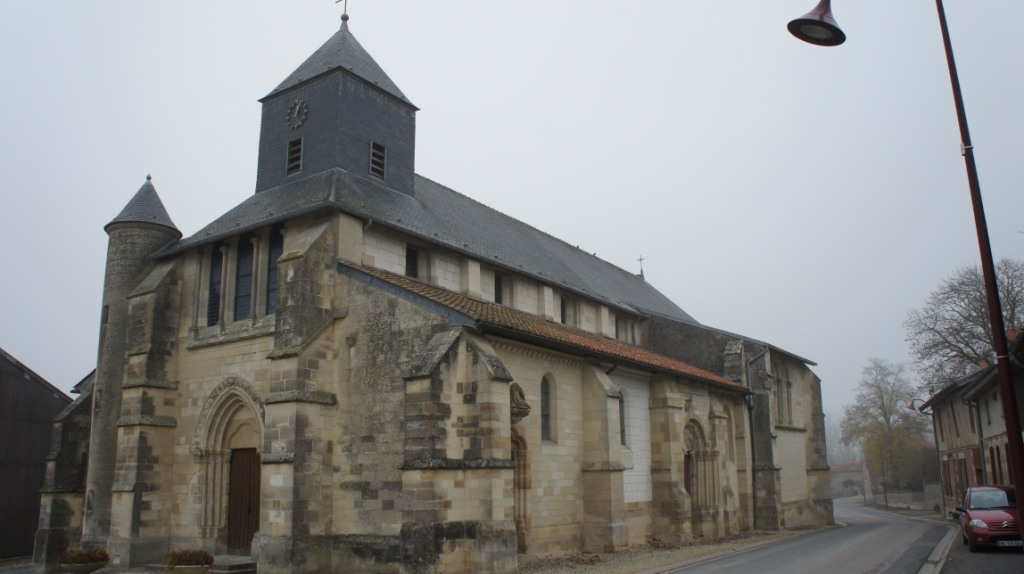
Kirche Notre-Dame-du-Soldat
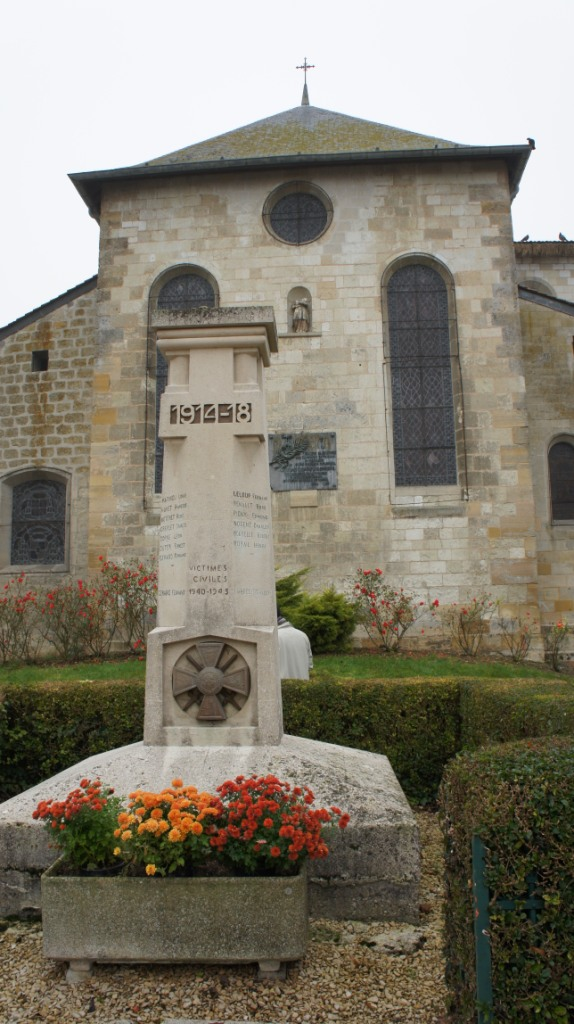
Gefallenendenkmal